# Juliusz Kaden-Bandrowski
Juliusz Kaden-Bandrowski (sinh ngày 24 tháng 2 năm 1885 tại Rzeszów – mất ngày 8 tháng 8 năm 1944 tại Warsaw) là một nhà báo và tiểu thuyết gia người Ba Lan. Trong giai đoạn 1933–1939, ông là tổng thư ký của Học viện Văn học Ba Lan (Polska Akademia Literatury) tại Đệ Nhị Cộng hòa Ba Lan.

## Cuộc đời
Juliusz Kazimierz Kaden-Bandrowski học piano tại các nhạc viện ở Lwów, Kraków và Leipzig. Trong khi học tại Brussels, ông chuyển sở thích của mình sang triết học. Trong Chiến tranh thế giới thứ nhất, ông làm phụ tá của Józef Piłsudski và là người viết biên niên sử về Lữ đoàn thứ nhất của Quân đoàn Ba Lan.
Năm 1907, Juliusz Kazimierz Kaden-Bandrowski bắt đầu làm phóng viên cho các tờ báo của Ba Lan. Sau Chiến tranh thế giới thứ nhất, ông kết giao với nhóm Skamander, một nhóm  được các nhà thơ thử nghiệm Ba Lan thành lập vào năm 1918. Năm 1933, ông trở thành thành viên của Học viện Văn học Ba Lan. Trong Chiến tranh thế giới thứ hai, Juliusz Kazimierz Kaden-Bandrowski quyết định không rời Warsaw vốn đang bị Đức chiếm đóng. Ông đã chuyển đến đây trong Giai đoạn giữa hai cuộc chiến tranh. Vì ông tham gia giảng dạy bí mật nên đã bị bắt và bị thẩm vấn bởi Gestapo. Ông mất ngày 8 tháng 8 năm 1944, một tuần sau cuộc Khởi nghĩa Warsaw.

## Gia đình
Juliusz Kazimierz Kaden-Bandrowski là con trai của Juliusz Marian Bandrowski và Helena, nhũ danh Kaden. Anh trai của Juliusz là Jerzy Bandrowski (1883–1940), một nhà báo, tiểu thuyết gia và dịch giả từ tiếng Anh sang tiếng Ba Lan.
Ông là thành viên của Giáo hội Cải cách Ba Lan. Cùng vợ ông là Romana, nhũ danh Szpak (1882–1962; bà sinh một con trai, Kazimierz Lewiński, một kỹ sư tốt nghiệp trường Bách khoa Paris, từ cuộc hôn nhân đầu tiên), Kaden-Bandrowski có hai con trai sinh đôi: Andrzej (1920–1943), một thiếu úy trong Armia Krajowa đã hi sinh trong lúc thi hành nhiệm vụ tại Warsaw vào tháng 6 năm 1943; và Paweł (1920–44), một trung úy trong Armia Krajowa đã chiến đấu trong Khởi nghĩa Warsaw và ngã xuống tại khu Czerniaków lân cận quận Mokotów của Warsaw vào ngày 15 tháng 9 năm 1944.
Juliusz Kazimierz Kaden-Bandrowski và các con trai của ông được an táng tại Nghĩa trang Cải cách Tin lành ở Warsaw.

## Danh mục
- 1911: Niezguła (The Lubber)
- 1913: Proch (Dust)

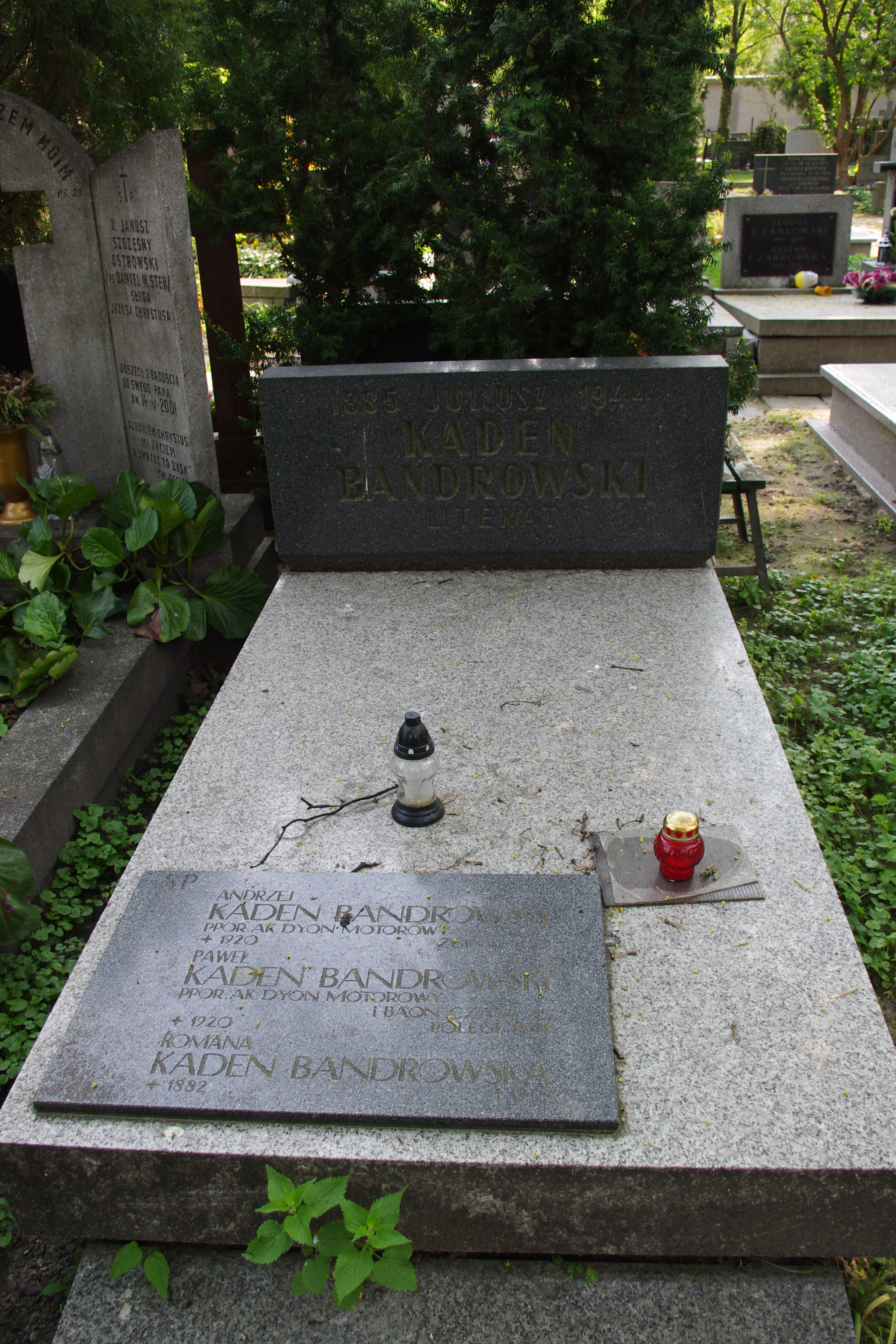
Mộ của Juliusz Kaden-Bandrowski, vợ ông Romana, và hai con trai tại Nghĩa trang Cải cách Tin Lành, Warsaw

- 1915: Piłsudczycy (The Piłsudskiite); Iskry (Sparks)
- 1916: Mogiły (Tombs)
- 1919: Łuk (The Bow)
- 1922: Generał Barcz (General Barcz)
- 1924: Przymierze serc (Alliance of Hearts)
- 1925: Wakacje moich dzieci (My Children's Vacation)
- 1928: Czarne skrzydła (Black Wings)
- 1932: Aciaki: z I-szej A (A First Grade Pupils)
- 1933: Mateusz Bigda
- ?: W cieniu zapomnianej olszyny (In the Shadow of a Forgotten Alden Forest)